# 庫巴國家公園
庫巴國家公園是馬來西亞的國家公園，位於砂拉越的古晉省，成立於1989年，面積27平方公里，最高點海拔高度911米，距離古晉約22公里。